# Lacus Somniorum

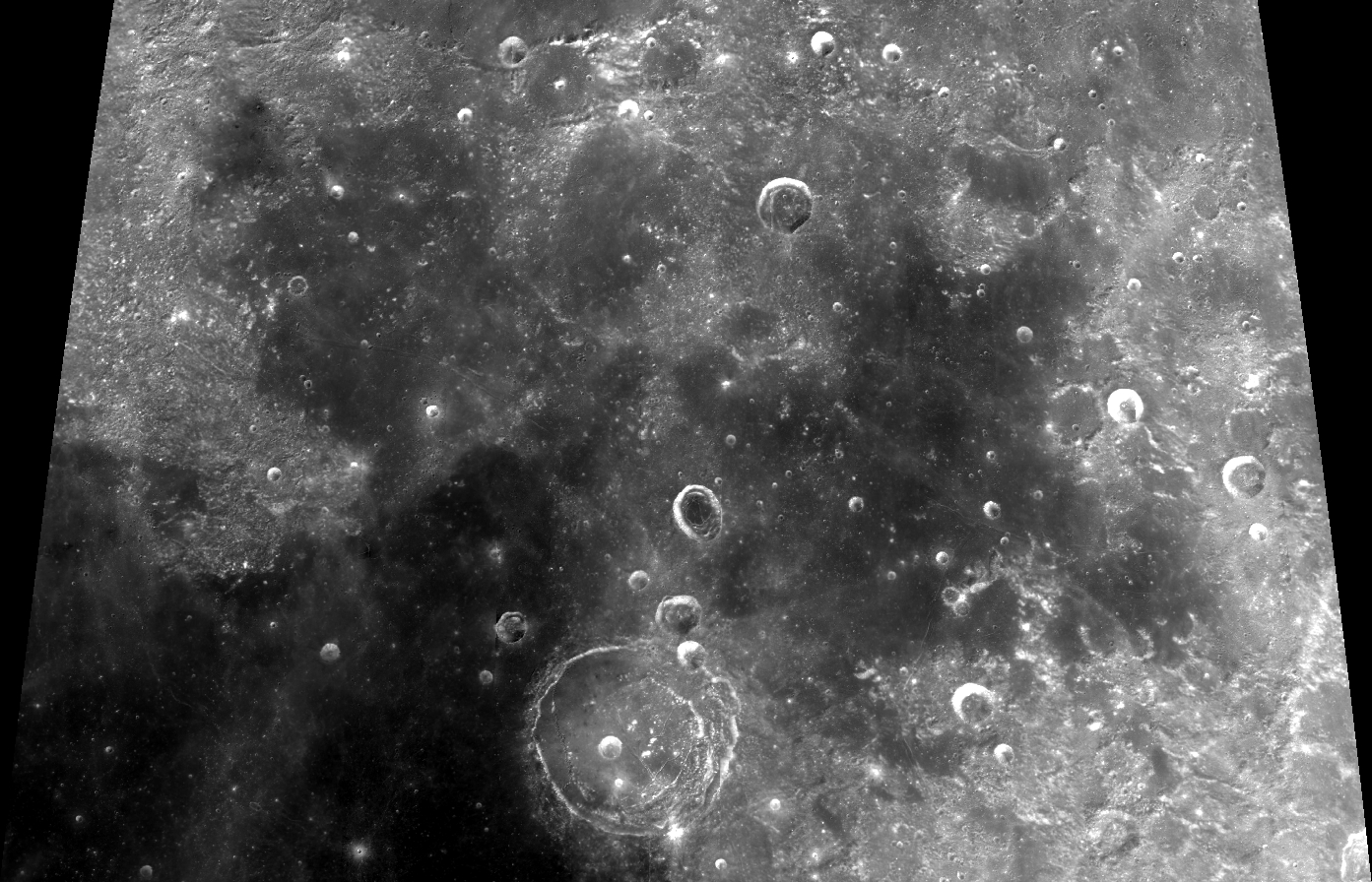
Lacus Somniorum

Lacus Somniorum (łac. Jezioro Snów) – to małe morze księżycowe w północno-wschodniej części widocznej strony Księżyca. Jego współrzędne selenograficzne to ☾ 38,0°N 29,2°E/38,000000 29,200000, a średnica wynosi 384 km. Nazwa została zatwierdzona przez Międzynarodową Unię Astronomiczną w roku 1935.
Jest największą księżycową formacją określaną jako Lacus (jezioro).